# Încrederea (film din 1990)
Încrederea este un film documentar românesc de scurtmetraj din 1990 regizat de David Reu.